# Північно-Русське газоконденсатне родовище
Північно-Русське газоконденсатне родовище — одне з родовищ на півночі Тюменської області, у межиріччі Таз та Пура. 

## Загальна інформація
Родовище відноситься до Надим-Пур-Тазівської нафтогазоносної області Західносибірської нафтогазоносної провінції та було відкритев 2010 році на Північно-Руській ліцензійній ділянці, права на яку викупила найбільша приватна газовидобувна компанія Росії «Новатек».
На родовищі виявлено чотири продуктивні пласти, ще один прогнозують за даними геофізики.
У 2013—2016 роках на ліцензійній ділянці провадились додаткові роботи з дорозвідки, внаслідок яких запаси родовища зросли більш ніж у два рази. Так, при постановці на облік у державній комісії по запасах вони оцінювались у 49 млрд.м3, тоді як станом на початок 2016 року вже становили за російською класифікаційною системою по категоріях АВС1+С2 104 млрд.м3 газу та 6 млн.т конденсату. За міжнародною классифікацією SEC на той же період розміри родовища визначаються на рівні 53 млрд.м3 газу та 2 млн.т конденсату.

## Розробка
У 2019 році Північно-Русське ввели у дослідно-промислову експлуатацію із облаштуванням промислу річною потужністю 5,7 млрд м3 газу та 0,7 млн тон конденсату.
Видача газу відбувається по перемичці діаметром 820 мм до магістрального газопроводу Заполярне – Уренгой. Для транспортування конденсату споруджений спеціалізований трубопровід Північно-Руське – Юрхаровське-Пуровський.